# Списак суверених држава и зависних територија у Европи
Постоји 50 независних европских држава у географским оквирима које представља континент Европе. Поред независних држава на Европском континенту постоје и зависне територије као и делимично непризнате територије од међународне заједнице.

## Границе Европе
Географске границе Европе су дефинисане по одређеним географским појмовима. Најкомпликованија граница је према Азији. У Русији граница се протеже планином Урал све до Каспијског језера, а онда Кавказом до Црног мора. Затим је граница преко водених површина Црног мора, Босфорског мореуза, Мраморног мора све до Медитерана. Средоземним морем није прецизно дефинисана граница али готово сва острва припадају Европи. Затим граница иде преко Гибралтара до Атлантског океана. Обухватајући Исланд враћа се ка Свалбарду и поново преко Северног леденог океана враћа у Русију.

## Независне државе
Од 49 независних држава које се налазе на старом континенту, неколико се налази и на другим континентима; чак 6 главних градова тих држава се не налазе у Европи. Кипар је географски доста удаљен у дубини Медитерана али се из историјских разлога сматра да је у оквирима Европе. Све државе осим Ватикана су чланице Уједињених нација. Такође, све државе осим Ватикана, Белорусије и Казахстана су чланице Савета Европе. 27 земаља су чланице Европске уније.
| * | = Чланице Европске уније |

| Застава                        | Мапа                                         | Име и званичан назив                                                        | На локалном језику                                                                | Главни град                                                    | Број становника | Површина                         |
| ------------------------------ | -------------------------------------------- | --------------------------------------------------------------------------- | --------------------------------------------------------------------------------- | -------------------------------------------------------------- | --------------- | -------------------------------- |
| Flag of Albania                | Map showing Albania in Europe                | Албанија Република Албанија                                                 | алб.                                                                              | Тирана алб.                                                    | 3,002,859       | 28.748 km2 (11.100 sq mi)        |
| Flag of Andorra                | Map showing Andorra in Europe                | Андора Кнежевина Андора                                                     | кат.                                                                              | Андора ла Вела кат.                                            | 85,082          | 468 km2 (181 sq mi)              |
| Flag of Austria                | Map showing Austria in Europe                | Аустрија* Република Аустрија                                                |                                                                                   | Беч                                                            | 8,219,743       | 83.871 km2 (32.383 sq mi)        |
| Flag of Azerbaijan             | Map showing Azerbaijan in Europe             | Азербејџан Република Азербејџан                                             | азер.                                                                             | Баку азер.                                                     | 9,493,600       | 86.600 km2 (33.436 sq mi)        |
| Flag of Belarus                | Map showing Belarus in Europe                | Белорусија Република Белорусија                                             | блр. (Bielaruś — Respublika Bielaruś) рус. (Belarus' — Respublika Belarus')       | Минск блр. (Minsk) рус. (Minsk)                                | 9,643,566       | 207.600 km2 (80.155 sq mi)       |
| Flag of Belgium                | Map showing Belgium in Europe                | Белгија* Краљевина Белгија                                                  | хол. фр.                                                                          | Брисел хол. фр.                                                | 11,154,709      | 30.528 km2 (11.787 sq mi)        |
| Flag of Bosnia and Herzegovina | Map showing Bosnia and Herzegovina in Europe | Босна и Херцеговина                                                         |                                                                                   | Сарајево                                                       | 3,879,296       | 51.197 km2 (19.767 sq mi)        |
| Flag of Bulgaria               | Map showing Bulgaria in Europe               | Бугарска* Република Бугарска                                                | буг. (Bǎlgarija — Republika Bǎlgarija)                                            | Софија буг. (Sofia)                                            | 7,037,935       | 110.879 km2 (42.811 sq mi)       |
| Flag of Croatia                | Map showing Croatia in Europe                | Хрватска* Република Хрватска                                                | хрв.                                                                              | Загреб хрв.                                                    | 4,480,043       | 56.594 km2 (21.851 sq mi)        |
| Flag of Cyprus                 | Map showing Cyprus in Europe                 | Кипар* Република Кипар                                                      | грч. (Kýpros — Kypriakí Dimokratía) тур.                                          | Никозија грч. (Lefkosía) тур.                                  | 1,138,071       | 9.251 km2 (3.572 sq mi)          |
| Flag of the Czech Republic     | Map showing the Czech Republic in Europe     | Чешка* Чешка Република                                                      | чеш.                                                                              | Праг Praha                                                     | 10,513,209      | 78.867 km2 (30.451 sq mi)        |
| Flag of Denmark                | Map showing Denmark in Europe                | Данска* Краљевина Данска                                                    | Kongeriget Danmark                                                                | Копенхаген København                                           | 5,543,453       | 43.094 km2 (16.639 sq mi)        |
| Flag of Estonia                | Map showing Estonia in Europe                | Естонија* Република Естонија                                                | Eesti — Eesti Vabariik                                                            | Талин Таllinn                                                  | 1,274,709       | 45.228 km2 (17.463 sq mi)        |
| Flag of Finland                | Map showing Finland in Europe                | Финска* Република Финска                                                    | Suomen tasavalta Republiken Finland                                               | Хелсинки Helsinki Helsingfors                                  | 5,262,930       | 338.145 km2 (130.559 sq mi)      |
| Flag of France                 | Map showing France in Europe                 | Француска* Француска Република                                              | фр.                                                                               | Париз фр.                                                      | 65,630,692      | 643.427 km2 (248.429 sq mi)      |
| Flag of Georgia                | Map showing Georgia in Europe                | Грузија                                                                     | груз. (Sak'art'velo)                                                              | Тбилиси / T'bilisi груз. (T'bilisi)                            | 4,570,934       | 69.700 km2 (26.911 sq mi)        |
| Flag of Germany                | Map showing Germany in Europe                | Немачка* Федерална Република Немачка                                        |                                                                                   | Берлин                                                         | 81,305,856      | 357.022 km2 (137.847 sq mi)      |
| Flag of Greece                 | Map showing Greece in Europe                 | Грчка* Република Грчка                                                      | грч. (Ellás — Ellinikí Dimokratía)                                                | Атина грч. (Athína)                                            | 10,767,827      | 131.957 km2 (50.949 sq mi)       |
| Flag of Hungary                | Map showing Hungary in Europe                | Мађарска*                                                                   | мађ.                                                                              | Будимпешта мађ.                                                | 9,958,453       | 93.028 km2 (35.918 sq mi)        |
| Flag of Iceland                | Map showing Iceland in Europe                | Исланд Република Исланд                                                     | Lýðveldið Ísland                                                                  | Рејкјавик Reykjavík                                            | 313,183         | 103.000 km2 (39.769 sq mi)       |
| Flag of Ireland                | Map showing Ireland in Europe                | Ирска* Република Ирска                                                      | енгл.                                                                             | Даблин енгл. Baile Átha Cliath                                 | 4,722,028       | 70.273 km2 (27.133 sq mi)        |
| Flag of Italy                  | Map showing Italy in Europe                  | Италија* Италијанска Република                                              | Repubblica Italiana                                                               | Рим Roma                                                       | 61,261,254      | 301.340 km2 (116.348 sq mi)      |
| Flag of Kazakhstan             | Map showing Kazakhstan in Europe             | Казахстан Република Казахстан                                               | каз. (Qazaqstan — Qazaqstan Respūblīkasy) рус. (Kazahstan — Respublika Kazahstan) | Астана каз. (Astana) рус. (Astana)                             | 17,522,010      | 2.724.900 km2 (1.052.090 sq mi)  |
| Flag of Latvia                 | Map showing Latvia in Europe                 | Летонија* Република Летонија                                                | Latvijas Republika                                                                | Рига Rīga                                                      | 2,191,580       | 64.589 km2 (24.938 sq mi)        |
| Flag of Liechtenstein          | Map showing Liechtenstein in Europe          | Лихтенштајн Кнежевина Лихтенштајн                                           |                                                                                   | Вадуз                                                          | 36,713          | 160 km2 (62 sq mi)               |
| Flag of Lithuania              | Map showing Lithuania in Europe              | Литванија* Република Литванија                                              | Lietuvos Respublika                                                               | Вилњус Vilnius                                                 | 3,525,761       | 65.300 km2 (25.212 sq mi)        |
| Flag of Luxembourg             | Map showing Luxembourg in Europe             | Луксембург* Велико Војводство Луксембург                                    | Grand-Duché de Luxembourg Lëtzebuerg                                              | Луксембург Luxembourg Lëtzebuerg                               | 509,074         | 2.586 km2 (998 sq mi)            |
| Flag of Macedonia              | Map showing Macedonia in Europe              | Северна Македонија Република Северна Македонија                             | мкд. (Severna Makedonija — Republika Severna Makedonija)                          | Скопље мкд. (Skopje)                                           | 2,082,370       | 25.713 km2 (9.928 sq mi)         |
| Flag of Malta                  | Map showing Malta in Europe                  | Малта* Република Малта                                                      | енгл. Repubblika ta' Malta                                                        | Валета енгл. Valletta                                          | 409,836         | 316 km2 (122 sq mi)              |
| Flag of Moldova                | Map showing Moldova in Europe                | Молдавија Република Молдавија                                               | рум.                                                                              | Кишињев рум.                                                   | 3,656,843       | 33.851 km2 (13.070 sq mi)        |
| Flag of Monaco                 | Map showing Monaco in Europe                 | Монако Кнежевина Монако                                                     | Principauté de Monaco                                                             | Монако Monaco                                                  | 30,510          | 2 km2 (0,8 sq mi)                |
| Flag of Montenegro             | Map showing Montenegro in Europe             | Црна Гора                                                                   |                                                                                   | Подгорица                                                      | 657,394         | 13.812 km2 (5.333 sq mi)         |
| Flag of the Netherlands        | Map showing the Netherlands in Europe        | Холандија Краљевина Холандија                                               | Koninkrijk der Nederlanden                                                        | Амстердам (главни град) Хаг (седиште владе) Amsterdam Den Haag | 16,730,632      | 41.543 km2 (16.040 sq mi)        |
| Flag of Norway                 | Map showing Norway in Europe                 | Норвешка Краљевина Норвешка                                                 | Norge — Kongeriket Norge Noreg — Kongeriket Noreg                                 | Осло Oslo                                                      | 5,042,402       | 323.802 km2 (125.021 sq mi)      |
| Flag of Poland                 | Map showing Poland in Europe                 | Пољска* Република Пољска                                                    | Rzeczpospolita Polska                                                             | Варшава Warszawa                                               | 38,415,284      | 312.685 km2 (120.728 sq mi)      |
| Flag of Portugal               | Map showing Portugal in Europe               | Португалија* Поргугалска Република                                          | порт.                                                                             | Лисабон порт.                                                  | 10,781,459      | 92.090 km2 (35.556 sq mi)        |
| Flag of Romania                | Map showing Romania in Europe                | Румунија*                                                                   | рум.                                                                              | Букурешт рум.                                                  | 21,848,504      | 238.391 km2 (92.043 sq mi)       |
| Flag of Russia                 | Map showing Russia in Europe                 | Русија Руска Федерација                                                     | рус. (Rossija — Rossijskaja Federacija)                                           | Москва рус. (Moskva)                                           | 142,517,670     | 17.098.242 km2 (6.601.668 sq mi) |
| Flag of San Marino             | Map showing San Marino in Europe             | Сан Марино Република Сан Марино                                             |                                                                                   | Сан Марино                                                     | 32,140          | 61 km2 (24 sq mi)                |
| Flag of Serbia                 | Map showing Serbia in Europe                 | Србија Република Србија                                                     | Србија — Република Србија                                                         | Београд                                                        | 7,189,604       | 88.361 km2 (34.116 sq mi)        |
| Flag of Slovakia               | Map showing Slovakia in Europe               | Словачка* Словачка Република                                                |                                                                                   | Братислава                                                     | 5,483,088       | 49.035 km2 (18.933 sq mi)        |
| Flag of Slovenia               | Map showing Slovenia in Europe               | Словенија* Република Словенија                                              |                                                                                   | Љубљана                                                        | 1,996,617       | 20.273 km2 (7.827 sq mi)         |
| Flag of Spain                  | Map showing Spain in Europe                  | Шпанија* Краљевина Шпанија                                                  | шп.                                                                               | Мадрид шп.                                                     | 47,042,984      | 505.370 km2 (195.124 sq mi)      |
| Flag of Sweden                 | Map showing Sweden in Europe                 | Шведска* Краљевина Шведска                                                  |                                                                                   | Стокхолм                                                       | 9,514,406       | 450.295 km2 (173.860 sq mi)      |
| Flag of Switzerland            | Map showing Switzerland in Europe            | Швајцарска Швајцарска Конфедерација                                         | фр. итал. ромн.                                                                   | Берн фр. итал.                                                 | 7,925,517       | 41.277 km2 (15.937 sq mi)        |
| Flag of Turkey                 | Map showing Turkey in Europe                 | Турска Република Турска                                                     |                                                                                   | Анкара                                                         | 79,749,461      | 783.562 km2 (302.535 sq mi)      |
| Flag of Ukraine                | Map showing Ukraine in Europe                | Украјина                                                                    | укр. (Ukraina)                                                                    | Кијев укр. (Kyiv)                                              | 44,854,065      | 603.550 km2 (233.032 sq mi)      |
| Flag of the United Kingdom     | Map showing the UK in Europe                 | Уједињено Краљевство* Уједињено Краљевство Велике Британије и Северне Ирске | енгл.                                                                             | Лондон енгл.                                                   | 63,047,162      | 243.610 km2 (94.058 sq mi)       |
| Flag of the Vatican City       | Map showing Vatican City in Europe           | Ватикан Град-држава Ватикан                                                 | лат.                                                                              | Ватикан                                                        | 836             | 0,44 km2 (0,17 sq mi)            |

## Зависне територије
На Европском континенту постоје 6 зависних територија.
| * | = део Европске уније |

| Застава                                                      | Мапа                                                   | Име и званичан назив                                           | Статус                                                  | Локални назив                                                | Главни град                                | Становништво | Површина              |
| ------------------------------------------------------------ | ------------------------------------------------------ | -------------------------------------------------------------- | ------------------------------------------------------- | ------------------------------------------------------------ | ------------------------------------------ | ------------ | --------------------- |
| Flag of the United Kingdom, as used in Akrotiri and Dhekelia | Map showing Akrotiri and Dhekelia in Cyprus            | Акротири и Декелија Суверене базне области Акротири и Декелија | Британске прекоморске територије                        | енгл.                                                        | Епископи Контонмент енгл.                  | 15,700       | 254 km2 (98 sq mi)    |
| Flag of the Faroe Islands                                    | Map showing the Faroe Islands in Europe                | Фарска Острва                                                  | Конституивна земља Краљевине Данске                     | фск. дан.                                                    | Торшавн фск. дан.                          | 49,267       | 1.393 km2 (538 sq mi) |
| Flag of Gibraltar                                            | Map showing Gibraltar in Europe                        | Гибралтар*                                                     | Британске прекоморске територије                        | енгл.                                                        | Гибралтар енгл.                            | 28,956       | 6,5 km2 (2,5 sq mi)   |
| Flag of Guernsey                                             | Map showing Guernsey in relation to the United Kingdom | Гернзи Бејливик Гернзи                                         | Крунски посед који није у саставу Уједињеног Краљевства | енгл. Guernesey — Bailliage de Guernesey                     | Сент Питер Порт енгл. Saint Pierre Port    | 65,068       | 78 km2 (30 sq mi)     |
| Flag of the Isle of Man                                      | Map showing the Isle of Man in Europe                  | Острво Мен                                                     | Крунски посед који није у саставу Уједињеног Краљевства | енгл. Mannin — Ellan Vannin                                  | Даглас енгл.                               | 84,655       | 572 km2 (221 sq mi)   |
| Flag of Jersey                                               | Map showing Jersey in Europe                           | Џерзи Бејливик Џерзи                                           | Крунски посед који није у саставу Уједињеног Краљевства | енгл. Jèrri — Bailliage de Jèrri 'Jèrri — Bailliage de Jèrri | Сент Хелије енгл. Saint-Hélier Saint Hélyi | 94,161       | 116 km2 (45 sq mi)    |

## Ентитети са ограниченим признањем
На подручју европског континента се налази 6 територија које имају де факто статус независних држава, али дејуре немају пуно међународно признање, нити их Савет Европе сматра незавсним државама.
| Застава          | Мапа                  | Званично име                                     | Политички статус                                                                   | Локални назив  | Главни град             | Становника | Површина   |
| ---------------- | --------------------- | ------------------------------------------------ | ---------------------------------------------------------------------------------- | -------------- | ----------------------- | ---------- | ---------- |
| Застава Абхазије | Абхазија у Европи     | Абхазија Република Абхазија                      | Грузија Абхазију сматра аутономном покрајином у свом саставу.                      | абх. рус.      | Сухуми абх. рус.        | 250.000    | 8.660 km²  |
|                  | Косово у Европи       | Косово Република Косово                          | Аутономна покрајина у саставу Србије, самопроглашена република од 2008. године.    | алб.           | Приштина алб.           | 1.836.529  | 10.887 km² |
|                  | Положај у Европи      | Јужна Осетија Република Јужна Осетија            | Територија дејуре у саставу Грузије са деломичним међународним признањем.          | осет. рус.     | Цхинвали осет.          | 70.000     | 3.900 km²  |
|                  | Положај Придњестровља | Придњестровље Придњестровска Молдавска Република | Дејуре саставни део Молдавије, дефакто независна држава без међународног признања. | рум. рус. укр. | Тираспољ рум. рус. укр. | 530.000    | 3.500 km²  |

## Подручја са специјалним статусом
Наведена подручја се сматрају интегралним деловима припадајућих држава, али уживају висок степен аутономије у складу са међународним уговорима.
| * | = Део Европске уније али са специјалним статусом. |

| Застава | Мапа                                                          | Званично име            | Правни статус                                         | Локални назив | Главни град      | Становника | Површина   |
| ------- | ------------------------------------------------------------- | ----------------------- | ----------------------------------------------------- | ------------- | ---------------- | ---------- | ---------- |
|         | Положај Оландских Острва у Европи                             | Оланди* Оландска Острва | Аутономна област Финске са шведском етничком већином. | швед.         | Маријехамн швед. | 27.500     | 6.787 km²  |
|         | Map showing Northern Ireland in the United Kingdom and Europe | Северна Ирска           | Конститутивни субјект Уједињеног Краљевства.          | ир. шкот.     | Белфаст ир.      | 1.810.863  | 14.130 km² |
|         | Положај у Европи                                              | Свалбард                | Специјална територија Краљевине Норвешке.             | норв.         | Лонгјир норв.    | 2.019      | 62.045 km² |